# Här kommer vi, livet!
Här kommer vi, livet! (i Finland även Raka spåret, gosse!, finska: Täältä tullaan, elämä!) är en finländsk film från 1980 i regi av Tapio Suominen.
Huvudrollerna spelas av amatörer. Filmen har Kati Outinen i sin första filmroll.  I filmens soundtrack hörs musikerna Pelle Miljoona och Maukka Perusjätkä.

## Handling
Filmen börjar med en förlossning och handlar om tre ungdomar som går i specialklass, som var och en har en orolig familjebakgrund. Pojkarna befinner sig i en ständigt ökande nedåtgående spiral genom att stöka, skolka och konsumera alkoholhaltiga drycker.

## Rollista
- Risto Piskunen – Topi
- Pertti V. Reponen – Veikko Ilmari Salmi, ”Pappa”, lärare i specialklassen
- Tony Holmström – Pete
- Amirouche Haleyi – Manne
- Jari Kähäri – Riku
- Heikki Komulainen – Esa Hakkarainen
- Esa Niemelä – Juhani Keskitalo, ”Jussi”
- Kati Outinen – Liisa, ”Lissu”
- Anja Suominen – födande kvinna
- Jukka Suominen – nyfött barn
- Rolf Labbart – lektor Reima Kiikkulainen
- Ola Johansson – djuraffärssäljare
- Lars Svedberg – Reino Keskitalo, Jussis pappa
- Uula Laakso – hundvakt
- Ulla Tapaninen – gatuflicka
- Anna-Maija Kokkinen – kvinna på gatan
- Yrjö Juhani Renvall – lärare
- Päivi Hietanen – tjej i en bar
- Nadja Pyykkö – grillkiosksäljare
- Vieno-Kyllikki Repo – lärare
- Mauri Grönroos – pengagrävare
- Timo Hedkrok – Pekka Tapio Yrjölä

## Produktion
Filmen som handlar om lokala ungdomars liv spelades till stor del in i Kontula i Helsingfors. Inspelningsplatser inkluderar Kontulankaari, Kontula köpcentrum och Vesala gymnasieskola.
Här kommer vi, livet! skrevs av författaren, dramaturgen och före detta specialklassläraren Yrjö Juhani Renvall från Lahtis tillsammans med filmfotografen Pekka Ainee. Pertti V. Reponen, som var lärare i specialklassen, arbetade faktiskt på samma tjänst på Naulakallio skola i Helsingfors. Det fanns bara ett fåtal professionella skådespelare i filmen. Kati Outis, som spelade Lissu, blev professionell skådespelerska och Esa Niemelä, som spelade Jussi, medverkade i Rauni Mollbergs film Milka eller Balladen om Kristus Perkele samma år, men har sedan dess arbetat som kameraman på tv.
Här kommer vi, livet! var Sateenkaarifilmi första film och Tapio Suominens andra långfilm.

## Mottagande
Filmen var med sina 382 024 tittare den mest sedda inhemska filmen 1980. Kritikerna röstade även fram den till årets bästa finska film.